# Ring 8
Der belgische Ring 8 (kurz R8) ist eine Autobahn mit einer Gesamtlänge von 11 km, die als Stadtautobahn um die Stadt Kortrijk führt.
Der R8 ist durchgehend vierspurig befahrbar. Ein Abschnitt wird nicht als Autobahn bezeichnet, da die Anschlussstellen nicht mit Brücken und Überführungen höhenfrei ausgebaut sind und somit Kreuzungen mit Ampeln vorhanden sind. Der überwiegende Teil des Autobahnringes ist aber als Autobahn gekennzeichnet, weil die Ein- und Ausfahrten mit Brückenbauwerken ausgebaut sind.
Am nordöstlichen Teil gibt es mehrere Bereiche, an denen sich der R8 ausweitet und in der Mitte einen großen Mittelstreifen hinterlässt. Auf diesem waren ursprünglich die höhenfreie Führung der Straße geplant, während sich die Ausfahrten dieser geplanten Trasse auf der heutigen Ausführung befunden hätten. Anfänge von Brücken der ursprünglichen Planung sind noch heute sichtbar. 
Im Süden fehlt ein sehr kleiner Teil zur theoretischen Komplettierung, dessen mögliche Trasse sogar auf Satellitenbildern durch die fehlende Bebauung zu erkennen ist. Die beiden jetzigen Enden sind durch die A14 mit komplexen Autobahnkreuzen verbunden. 

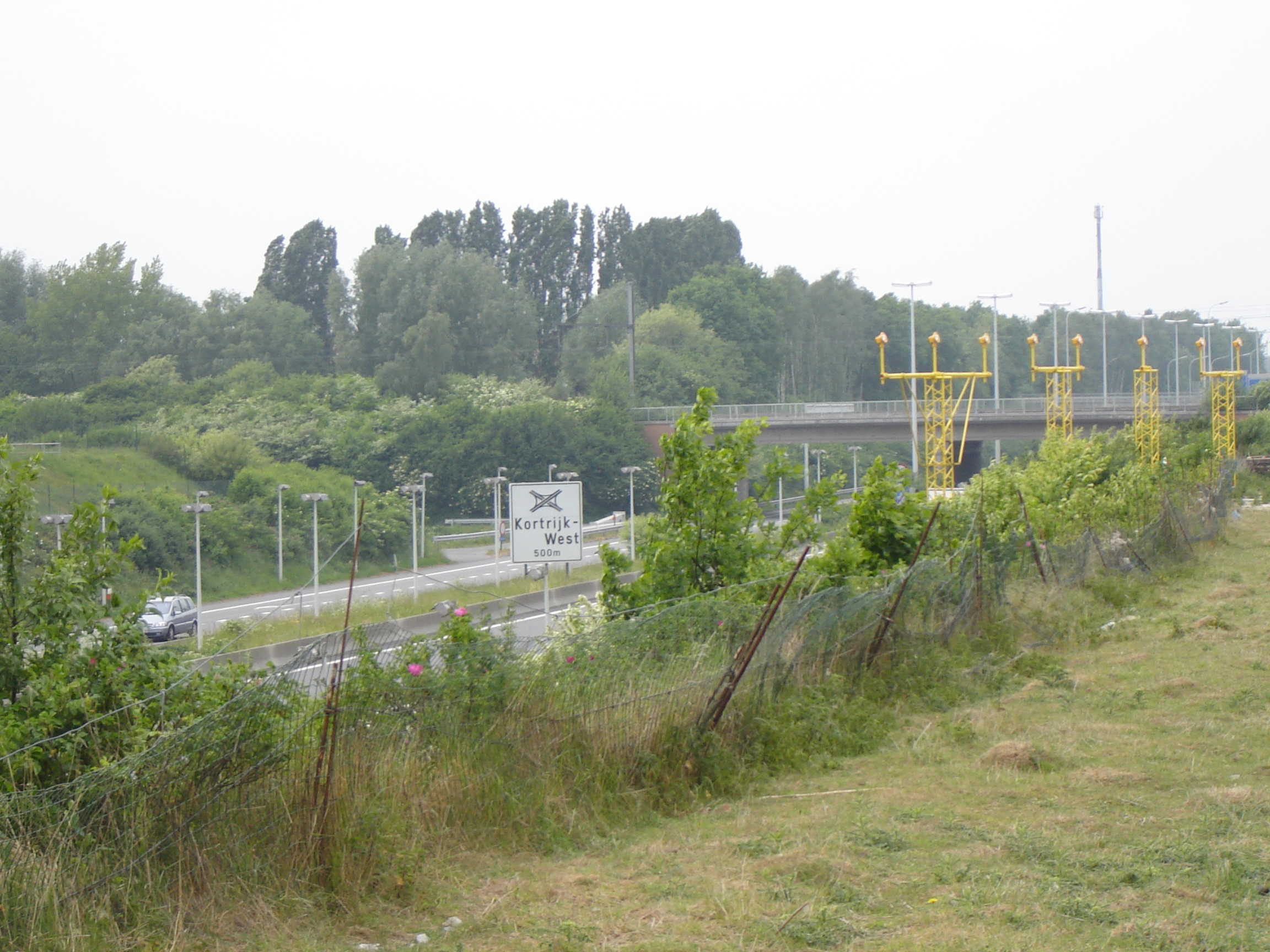
Autobahnring R8